# Attitude propositionnelle
Une attitude propositionnelle est la manière dont un sujet se comporte par rapport à une proposition. Les attitudes propositionnelles les plus courantes sont croire que p, dire que p, penser que p, désirer que p... où p est la proposition qui est crue, dite, pensée ou désirée.

## Présentation générale
Les attitudes propositionnelles sont un sujet d'étude de la philosophie de la logique depuis la création avec Frege et Russell de la logique mathématique. Celle-ci obéit à une règle qui est le principe de substitution. Ce principe affirme que deux propositions qui ont la même valeur de vérité peuvent être substituées l'une à l'autre sans changer la valeur de vérité de la proposition générale qui les contient. Depuis Leibniz, on dit qu'on peut les remplacer salva veritate, c'est-à-dire en conservant leur valeur de vérité. Ainsi, si p, q et r sont des propositions, et si p et q ont la même valeur de vérité, alors la proposition p et r aura la même valeur de vérité que q et r.
Or, ce principe semble être contredit par les attitudes propositionnelles. Soit Paul un individu quelconque. Paul croit que Stendhal a écrit Le Rouge et le Noir. Or, en vertu de la substitution des identiques, puisque Stendhal est le même homme que Henri Beyle, alors il devrait être vrai que Paul croit que Henri Beyle a écrit Le Rouge et le Noir. Or, ce n'est pas nécessairement vrai, car Paul peut ignorer que Stendhal est Henri Beyle. Donc il existe certaines situations où les règles de la logique classique ne valent plus. Dans une croyance, il faut tenir compte de la connaissance du sujet pour déterminer quelles sont les substitutions qui changeraient la valeur de vérité et celles qui ne le feraient pas. On voit très clairement, dans la substitution de Œdipe veut épouser Jocaste à Œdipe veut épouser sa mère, qu'une substitution d'une expression par une autre pourtant identique peut changer totalement la signification de la proposition et mener à une contradiction évidente. 
Selon la formule de Quine, on qualifie les attitudes propositionnelles de « contextes non extensionnels » ou « opaques », car la vérité des propositions de la forme Paul croit que p n'est pas fonction de la valeur de vérité des éléments de cette proposition. Les citations sont aussi des contextes non extensionnels.